# Bolitoglossa bramei
Bolitoglossa bramei é uma espécie de anfíbio caudado pertencente à família Plethodontidae, sub-família Plethodontinae. Ocorre na Costa Rica e no Panamá.